# Montecristo
Montecristo és una illa italiana de la mar Tirrena, a la costa de Toscana, al sud d'Elba, entre Pianosa (a mig camí entre Montecristo i Elba) i Giglio. Administrativament és part de l'illa d'Elba. Té una superfície de 10 km² i està deshabitada excepte els guàrdies. L'única construcció es Cala Maestra, lloc on poden arribar els vaixells, on hi ha un edifici anomenat Vila Watson-Taylor, ja que el propietari de l'illa és un anglès anomenat George Watson-Taylor. També hi ha la Vila Reial. Elena del Montenegro i Víctor Manuel III de Savoia hi van passar la lluna de mel (1896).
A uns 340 metres d'altura, quasi a la part més alta de l'illa (el Monte Cristo), hi ha un antic monestir del segle xiii, destruït pels pirates algerians el 1553 i conegut ara com a "Il Convento".
L'illa és una reserva de caça, i té unes 500 cabres asiàtiques importades fa milers d'anys pels fenicis. Cal un permís especial per anar a l'illa i només hi accedeixen alguns vaixells privats.
És famosa per l'obra d'Alexandre Dumas (pare) titulada "El comte de Montecristo".
El seu nom clàssic fou Oglasa.